# Кошаки
Кошаки (словен. Košaki) — поселення в общині Марибор, Подравський регіон‎, Словенія.